# Doji llarg neutral
Un doji llarg neutral (en anglès: Long-Legged Doji o Rickshaw Man; en japonès juji) és, en gràfics d'espelmes, pràcticament idèntic a un simple doji neutral, però és més freqüent trobar-lo al final d'una tendència i, per tant, té un lleuger matís de possible canvi de tendència més significatiu. Si els preus no coincideixen totalment, formant un ínfim cos, se l'anomena High Wave. El doji és sinònim de dubte i equitat de forces, i per això forma part d'alguns patrons de canvi de tendència.

## Criteri de reconeixement
1. . El cos és pràcticament nul per la coincidència de preus, per bé que també pot ser blanc o negre.
2. . Les ombres molt, molt llargues, i això és el que el fa significatiu.

## Explicació
Igualment que en un simple doji neutral els preus d'obertura i tancament haurien de ser idèntics, essent indiferent si això es produeix a una equidistància del high i el low o no. Malgrat això un doji ideal no és freqüent i és habitual la presència de dojis amb un petit cos, blanc o negre. Malgrat això, continuarà essent un doji i la seva significació d'indecisió en el mercat sobre la direcció a prendre és allò rellevant. El doji llarg neutral ens indica que els preus han estat molt, molt alcistes durant una part de la sessió, i molt, molt baixistes en l'altres, però que les forces de bulls i bears estan equilibrades i que cap ha guanyat el control de la situació.

## Factors importants
El Doji llarg neutral es caracteritza per aparèixer al final d'una tendència, indicant una pèrdua de forces d'aquesta. Malgrat això, un doji llarg neutral, per si sol, no és suficient per a indicar el canvi de tendència sinó tan sols un advertiment, de manera que una reducció de les posicions podria ser aconsellable.